# اسمرود
اسمرود یک روستا در ایران است که در دهستان خانندبیل غربی واقع شده‌است. اسمرود ۶۹ نفر جمعیت دارد.